# Оса (град)
Оса (рус. Оса) град је у Русији у Пермском крају.

## Становништво
| 1959.  | 1970.  | 1979.  | 1989.  | 2002.  | 2010.  |
| ------ | ------ | ------ | ------ | ------ | ------ |
| 12.719 | 15.038 | 19.993 | 24.132 | 23.452 | 21.188 |